# Шерв Ришмон
Шерв Ришмон (фр. Cherves-Richemont) насеље је и општина у западној Француској у региону Поату-Шарант, у департману Шарант која припада префектури Коњак.
По подацима из 2011. године у општини је живело 2414 становника, а густина насељености је износила 63,63 становника/km². Општина се простире на површини од 37,94 km². Налази се на средњој надморској висини од 28 метара (максималној 73 m, а минималној 5 m).

## Демографија
| 1962. | 1968. | 1975. | 1982. | 1990. | 1999. | 2011. |
| ----- | ----- | ----- | ----- | ----- | ----- | ----- |
| 2.082 | 2.093 | 2.602 | 2.665 | 2.528 | 2.447 | 2.414 |

График промене броја становника у току последњих година